# Cyrtodactylus mcdonaldi
Espèce
Cyrtodactylus mcdonaldi est une espèce de geckos de la famille des Gekkonidae.

## Répartition
Cette espèce est endémique du Queensland au Australie. Elle se rencontre dans les environs de Cooktown.

## Étymologie
Cette espèce est nommée en l'honneur de Keith R. McDonald.

## Publication originale
- Shea, Couper, Wilmer & Amey, 2011 : Revision of the genus Cyrtodactylus Gray, 1827 (Squamata: Gekkonidae) in Australia. Zootaxa, n. 3146, p. 1–63 (texte intégral).